# Telochurus approximans
Telochurus approximans är en fjärilsart som beskrevs av Butler 1881. Telochurus approximans ingår i släktet Telochurus och familjen tofsspinnare. Inga underarter finns listade i Catalogue of Life.